# Легат др Александра Костића
Легат др Александра Костића обухвата изванредне артефакте – вредне палеонтолошке и археолошке налазе, као и личне предмете. Легат је смештен од 4. октобра 2018. године, у галерији библиотеке „Илија Гарашанин” у Гроцкој, организационе јединице Библиотеке града Београда.
Професор др Александар Ђ. Костић (1893–1983) један је од оснивача Медицинског, Ветеринарског и Фармацеутског факултета Универзитета у Београду. Професор Костић је примарни део збирке деценијама прикупљао на терену Гроцке и за живота завештао општини Гроцка, са идејом да буде изложена у Ранчићевој кући као „подстицај за даља истраживања”. Након његове смрти, син Војислав Костић предаје на чување и очеве личне предмете, рукописе, део библиотеке, чиме легат постаје заокружена целина.
Легат је први пут изложен 1982. године у Ранчићевој кући (Завичајни музеј Гроцке) у сарадњи са Народним музејом, али су предмети повучени из поставке 2002. године услед небригом насталих неадекватних услова за чување.
Зорица Атић је аутор и кустос пројекта поновног излагања збирке Легата у галерији библиотеке „Илија Гарашанин“ у Гроцкој. Поставку Легата је омогућила општина Гроцка у сарадњи са Центром за културу Гроцка и стручном подршком Музеја града Београда, а три институције су постале пример добре праксе и успешне сарадње. Стална поставка је спојила заоставштине двојице знаменитих људи: државника и најзнаменитијег Грочанина – Илије Гарашанина, чијом је заслугом средином 19. века основана прва јавна грочанска библиотека, и научника др Александра Костића, који је тридесетих година 20. века у Гроцкој открио богато археолошко налазиште у Дубочају, на некадашњем имању породице Гарашанин, и ове налазе завештао Гроцкој.
Рад на стварању услова за поновно излагање легата започет је 2016. године када је кустоскиња Атић упознала руководство општине Гроцка са његовим постојањем и значајем; подршком општине, могућност за формирање галерије са сталном поставком се ускоро указала у оквиру обнове Грочанске чаршије где се библиотека налази. Како би се оспособио наменски галеријски простор, у оквиру свеобухватних радова на обнови заштићене амбијенталне целине спроведена је обнова и адаптација оронуле библиотеке „Илија Гарашанин”. Током комисијског рада на попису збирке, оформљен је стручни тим за наредни корак, циљ свих дотадашњих напора – излагање Легата. Рад на поставци је током 2018. године реализовао ауторски тим: Зорица Атић, кустос и директор Центра за културу Гроцка, археолози Драгана Стојић и др Милош Спасић, кустоси Музеја града Београда, и археолог Раде Милић из Центра за урбани развој.
Радно време Легата др Александра Костића: понедељак-петак 8 - 20ч, суботом 8 - 14ч.